# 2011年錫金地震
2011年錫金地震（羅馬化：Sikkim Zalzalā）或稱2011年喜馬拉雅地震，震央位於尼泊爾及錫金邦交界的干城章嘉峰保護區內，地震規模為6.9，發生於當地時間2011年9月18日18時10分（UTC12時40分），於印度北部、尼泊爾、不丹、孟加拉及中国西藏南部皆可感受到震動。
此次地震共造成111人死亡，多數分布於錫金邦，於甘托克則有數棟建築倒塌；於尼泊爾造成6人死亡，包括加德滿都的英國大使館圍牆倒塌造成3人死亡，中华人民共和国西藏自治区的亚东县也传出有7人死亡。

於錫金地震發生前幾天，印度哈里亚纳邦索尼伯德地區發生規模4.2的地震，而錫金地震為2011年印度的第4個及世界第15個大地震。

## 地質
這起矩震級6.9（Mw）的主震是發生於2011年9月18日當地時間18:10（12:40 UTC），震源大約在印度錫金邦甘多克西北方68公里處，深度19.7公里（12.2英里）的淺層地震。於震央附近地區，地震約持續30至40秒。

### 餘震
於主震發生後30分鐘內，錫金地區分別發生三次規模各為5.7、5.1及4.6的餘震。加德滿都則發生兩次規模4.8的餘震，並無該地區嚴重災情。至少20次以上的餘震也造成甘托克居民恐慌。於9月19日在马哈拉施特拉邦也發生規模3.9的地震，約發生於當地時間6時30分，所影響的地區包括拉杜爾、奧斯曼阿巴德及索拉普地區皆曾於1993年遭遇拉杜爾地震影響，不過19日的地震並無造成災害。

## 災情
| 國家   | 死亡人數 |
| ------ | -------- |
| 印度   | 97       |
| 中國   | 7        |
| 尼泊尔 | 6        |
| 不丹   | 1        |
|        | 0        |
| 總計   | 111      |

地震造成建築物倒塌及土石流，部分地區通訊中斷、停電。9月仍是南亞的雨季，大雨造及土石流造成救援更加困難。

### 印度
此次地震主要災情分布於印度北部，僅錫金邦就造成至少60人死亡，於比哈尔邦至少7人死亡，於西孟加拉邦也有6人死亡。

### 中國
於西藏亞東縣、定结县及岗巴县傳出房屋倒塌，亞東縣則有7人死亡。

### 尼泊爾
於尼泊爾首都加德滿都造成的損害相對較小，但英國大使館的圍牆倒塌造成3人死亡；較靠近震央的尼泊爾東部災情較為嚴重，造成數百棟房屋毀損，先前的大雨使得飽水土壤發生土石流災害。地震造成孫薩里地區通訊中斷、停電。於Dharan則有2人死亡。

### 孟加拉
於孟加拉北部震感較強烈，在達卡、錫爾赫特、福里德布爾、博格拉皆能感受震動。有少量建築物磁磚剝落，並未傳出傷亡。

## 外部連結
- Rediff.com: 40 killed in Sikkim quake; relief ops hit by landslides（页面存档备份，存于） (幻燈片形式)